# Jowell & Randy
Jowell & Randy es un dúo puertorriqueño de reguetón. Se le considera como uno de los pioneros en el resurgir del estilo underground del género  a finales de la década de 2000 y comienzos de 2010. Conformado por Joel Muñoz, «Jowell», y Randy Ortiz, «Randy», el dúo ha estado activo desde 2002 y es considerado como uno de los mejores dúos del reguetón. En toda su carrera lanzaron cuatro álbumes de estudio y cinco mixtapes, además de haber integrado el quinteto Casa de Leones y haber participado en más de veinte álbumes compilatorios entre 2001 y 2016.
Dentro del dúo, Jowell es quien se ocupa de los aspectos económicos y de negocios, además de enfocarse en las letras de sus canciones, mientras que Randy se centra más en trabajar en el estudio, buscar nuevos sonidos e inspirarse en otros artistas del género o de otros. El primero es también responsable de los primeros lazos musicales entre Puerto Rico y Colombia, apoyando al cantante J Balvin en sus inicios a mediados de 2005.
A lo largo de su extensa carrera, se han presentado en casi toda América y en varios países europeos. En 2012 se convirtieron en los primeros exponentes de reguetón en presentarse en Australia, y en 2016 hicieron lo mismo en el Principado de Mónaco, siendo invitados de honor del príncipe Alberto II y la princesa Carolina para una gala benéfica.

## Carrera musical

### 1997–2000: Inicios
Joel Alexis Muñoz Martínez (Jowell) comenzó a interesarse en la música a los 7 años de edad a través del rap, inspirándose en Vico C, a quien admira y respeta mucho. Obtuvo su primera oportunidad grabar en 1996, colaborando con DJ' famosos como Álex Gárgolas, DJ Dicky, DJ Black y DJ Flavor, ganando popularidad en su isla. En 1998 conoció al productor DJ Giann, y durante un corto tiempo fueron un dúo llamado Giann & Jowell Jam, organizando fiestas llamadas partys de marquesina, que consistían en transformar un garaje en un pequeño salón para bailar. Debido a que Jowell iba visitando cada vez más estudios para grabar en varias producciones, Giann propuso fundar un estudio propio y, el mismo año que se conocieron, fundaron un sello discográfico de bajo presupuesto que sería conocido posteriormente como Live Music, siendo la discográfica actual del dúo. Un tiempo después, conoció a un joven rapero de Caimito llamado Baby Killer, con quien hizo dúo en sus dos primeras participaciones en los álbumes comerciales, que fueron Reggae Style y The White en 1997, producido por Lissette Martínez, hermana del productor DJ Nelson. 
En 2001 participó en el álbum Megatron Sex de DJ Flavor con la canción «Yo tengo una notita», que se hizo popular en las discotecas, lo que conllevó a que lo contrataran como telonero de reggaetoneros famosos como Ranking Stone, Falo, Alberto Stylee y Wiso G. Por otro lado, Randy Ariel Ortiz Acevedo (Randy) formaba parte del coro de una iglesia de Puerto Rico, y comenzó oficialmente su carrera musical en 2001, con su participación en la producción Operacion Sandunga.
Jowell & Randy se conocieron en 2000 durante una fiesta organizada por Jowell en su casa para ver una pelea del boxeador Tito Trinidad. Durante la fiesta, Randy nunca mencionó su interés en la música debido a su timidez, pero el hermano de Jowell se lo hizo saber, y acto seguido, el joven Ortiz fue invitado al estudio de su nuevo amigo para grabar. Ahí fue donde Muñoz vio en su futuro compañero un gran potencial para cantar, aunque debía mejorar su faceta de escritor. Influenciado por el surgimiento de los dúos, como Baby Rasta & Gringo, Héctor & Tito y Wisin & Yandel, Randy propone que comenzaran a trabajar como uno, y así fue como se originó. Él obtuvo su primera gran oportunidad para grabar en el álbum Operación Sandunga, e iba a formar parte de la promoción del mismo mediante vídeos musicales y radio. Esta oportunidad desapareció rápidamente, ya que Edgardo Villanueva, productor del compilado, fue asesinado tan solo un par de días después de su salida oficial.
En 2002 tuvieron su primera oportunidad como dúo con su canción «Todavía Recuerdo» del álbum The Majestic del productor Iván Joy, quien los contrató en su discográfica Diamond Music por 3 años. Consiguieron recursos para filmar el video musical de su canción y lograron incluirla en una emisora del área oeste de Puerto Rico, Audio Activa 102.3, haciendo jingles promocionando la estación radial. Entre ese año y 2005 participaron en varios álbumes compilatorios de reguetón. Entre estos, se encuentra Contra todos de DJ Blaster, Chosen Few del productor Boy Wonder, que fue el primer disco en donde participaron que vendió más de 200 000 copias, siendo certificado por la RIAA. Una copia de esa certificación se encuentra en la casa de Jowell como un recuerdo. A pesar de haber participado en varias producciones importantes, aún no lograban que sus canciones suenen en emisoras por todo el país. Una de sus últimas ilusiones para conseguir fama fue en 2005, cuando Boy Wonder y Chencho Records organizaron un concurso que consistía en hacer un álbum de varios nuevos talentos, El Draft, y el ganador sería anunciado un poco tiempo después. Jowell & Randy participaron con su canción «Síguelo Bailando Solita», pero en Nueva York se anunció que el ganador de la competencia fue el dúo Rakim & Ken-Y. Esto acabó con todas las ilusiones de fama del dúo, e incluso estuvieron muy cerca de retirarse de la música.

### 2006–2010: Casa de Leones, consolidación internacional yEl Momento
La situación en cuanto a la continuidad del dúo era complicada, puesto que no lograban popularidad en Puerto Rico, exceptuando el área oeste del país. A fines de 2005, el vehículo donde se encontraban sufrió un descompuesto y quedó varado en la calle. Allí conocieron de casualidad al productor y propietario de la discográfica White Lion Records, Elías De León, quien se había estacionado muy cerca y fue rápidamente reconocido por ellos. Jowell & Randy le entregaron un demo, el cual fue del agrado del productor, quien se interesó en contratarlos en su sello. El dúo tuvo que abandonar Diamond Music, debiendo entregar cuatro mil dólares y diez de sus canciones al propietario Iván Joy. Al año siguiente, Jowell & Randy estaban interesados en incluir su sencillo «Agresivo» en la radio, y mediante White Lion Records, la canción fue rápidamente incluida en las emisoras de todo el país, siendo su primer éxito a nivel nacional. Su popularidad crecía muy rápidamente, lo que despertó el interés de exponentes importantes del género, como Héctor El Father, Tito El Bambino, Julio Voltio y Zion & Lennox, quienes invitaron al dúo a grabar con ellos. Ese mismo año, De León se interesó en crear un quinteto de reguetón, y para llevarlo a cabo unió a Jowell & Randy, el dúo J King & Maximan y a Guelo Star, conformando el grupo Casa de Leones.
En 2007, formando parte del quinteto, publicaron un único álbum de estudio, cuyo título es homónimo al del grupo, y fue el responsable del éxito internacional «No Te Veo», el cual se encontró en los primeros lugares de las listas estadounidenses durante 35 semanas, además de un segundo sencillo del álbum, titulado «Shorty», interpretado únicamente por Randy, que no logró entrar en las listas de música. El álbum fue calificado con unas sorprendentes cinco estrellas por el sitio web AllMusic (con un análisis escrito por Evan Gutiérrez), afirmando que el quinteto es un grupo de escritores con ideas y sonidos originales para cada canción, además de que, debido a las brillantes letras e innovación, Casa de Leones es el mejor álbum de reguetón hasta la fecha (2007). Live Music fue responsable de la producción musical, mientras que White Lion se ocupó de la ejecutiva, y el sello Warner Brothers lo distribuyó por todo el mundo.En 2007 aparte de estar en casa de leones participaron en varias producciones entre esas están en el pentágono con la canción chica mala, en flow la discoteka 2 en la soledad.El álbum Casa De Leones logró que el dúo pudiera presentarse por toda Latinoamérica, Estados Unidos y algunos países europeos. A pesar de que Casa de Leones no volvió a publicar otro álbum, no está oficialmente disuelto, puesto que se unieron un total de siete veces luego de junio de 2007.
En el 18 de diciembre de 2007 publicaron su primer álbum de estudio, Los Más Sueltos del Reggaeton, el cual ayudó a consolidarlos internacionalmente. El álbum incluyó éxitos como «Un Poco Loca» con De la Ghetto y «Let's Do It», además de conseguir el sexto puesto del Billboard Latin Rhythm Airplay en 2008. En 2008 hicieron una colaboración junto a De la Ghetto en el remix de la canción Inalcanzable de RBD, de lo cual ganarón el Premio Juventud de "La Combinación Perfecta". Luego de que el contrato con Warner Bros. Records expirara en 2009, firmaron un contrato con el sello discográfico WY Records, compañía del exitoso dúo Wisin & Yandel, a quienes Jowell & Randy respetaban e idolatraban mucho. En ese mismo año, el dúo decide que se lleve a cabo un período de hiato, en donde cada uno grabaría su propio álbum de estudio. A pesar de los trabajos por parte de ambos para grabar sus álbumes, ninguno de los dos salió oficialmente a la venta, debido a que fueron pirateados poco tiempo antes de su salida oficial. Las canciones pertenecientes a Más Suelto Que Nunca, el álbum de Jowell, nunca fueron subidas a internet, por lo cual no existen datos sobre el mismo. Dicho caso es distinto al de Randy, cuyo canciones de su álbum, titulado Romances De Una Nota, sí fueron subidas ilegalmente a internet, aunque Ortiz declaró que su disco aún no estaba terminado y que por lo tanto la versión pirateada no es la completa. Poco tiempo después, su álbum fue oficialmente cancelado, pero sus canciones están disponibles en línea.
Su primer mixtape, llamado Tengan Paciencia, fue lanzado el 12 de enero de 2010 en formato digital y totalmente gratis a través de su sitio web oficial, aunque poco tiempo después fue publicada una versión física, que los mismos cantantes decidieron vender durante una tarde en Nueva York.
El motivo de la grabación del disco y el nombre del mismo refieren a la gran espera por parte de los seguidores hacia el próximo álbum del dúo. Poco más de cuatro meses después, el 27 de abril de 2010 (en Puerto Rico) y el 4 de mayo de 2010 (en el resto del mundo), fue lanzado su segundo álbum de estudio, titulado El Momento, del cual sobresalieron sencillos como «Loco», «Un Booty Nuevo» con Yaviah, «Mi Dama de Colombia», «Goodbye» y «Solo Por Ti» con el grupo Cultura Profética. El álbum fue calificado con 4 estrellas en AllMusic, además de tener mucho impacto a nivel internacional, lo cual generó que el dúo se presente en varios países de Latinoamérica, Europa y Estados Unidos. David Jeffries, perteneciente al sitio web musical Allmusic, publicó que "su paso a WY Records significa mejor producción, mejores invitados y, por lo tanto, un mejor álbum". También opinó que "hay mucho uso de Auto-Tune, cosa que quizá irritaría a varios de sus seguidores, pero las voces encajan muy bien con lo que ofrece el álbum en cuestión de música, ofreciendo un interesante camino desde el inteligente «Goodbye» hasta el dramático «We From The Bled»". El álbum consiguió el segundo puesto en la lista Top Latin Albums de Billboard, la más importante en cuanto a música latina en Estados Unidos.

### 2011–2014:SobredoxisyBack To The Underground
En 2011 fue anunciado su próximo álbum de estudio: Sobredoxis, originalmente titulado El Momento 2, cuyo nombre fue modificado tras una reunión con sus sellos discográficos. A mediados de ese año fue lanzado el primer sencillo de su futuro disco, llamado «Perréame», del cual se publicó un remix oficial junto con la cantante Jenny La Sexy Voz a las pocas semanas. En 2012, por razones desconocidas, el dúo abandonó WY Records, y el sencillo antes mencionado fue suprimido de la producción. «El Comandante», canción que originalmente estaba incluida en El Momento, fue también suprimida de Sobredoxis y nunca fue lanzada. Según declaraciones de Jowell, tuvieron que cancelar la canción puesto al contenido elevado de su letra, en la cual se criticaba fuertemente a la policía de Puerto Rico. El tercer álbum de estudio de Jowell & Randy estaba previsto para ser lanzado oficialmente en abril de 2012, pero su salida fue retrasada más de un año. 
En octubre de 2012 realizan el remix del sencillo "Soñar No Cuesta Nada" de la cantante colombiana Farina y el 25 de diciembre del mismo año lanzaron su segundo mixtape, Pre-Doxis, producido en gran parte por productor DJ Secuaz, de manera digital y totalmente gratis. El objetivo del dúo fue que se recuerden las raíces del género, por esa razón es que este tiene la particularidad de ser completamente underground, con un único sencillo, titulado «El Funeral De La Canoa». En la madrugada del 26 de enero de 2013, fue publicado un tercer mixtape: El Imperio Nazza: Doxis Edition, producido por el dúo de El Cartel Records, Los De La Nazza, cuyas canciones más aclamadas por su público fueron «Bellaco Con Bellaca» (con Ñengo Flow), «Mucha Soltura» (con Daddy Yankee) y «Chulo Sin H» (con De la Ghetto).
Entre enero de 2012 y febrero de 2013 fueron publicados los sencillos y canciones promocionales de Sobredoxis («Ragga Dub», «Sobredoxis», «Sobredosis de Amor» y «Mucha Soltura»), lanzado el 4 de junio de 2013. Durante la semana del 22 de junio, el álbum llegó al primer puesto en la categoría Latin Rhythm Albums de Billboard, siendo destronado en las semanas posteriores. Una semana antes del lanzamiento del álbum, este fue pirateado en Estados Unidos y lanzado ilegalmente a la venta. La noticia se dio a conocer mediante la página de Facebook Reggaetón Prestigio, quienes adquirieron el disco en una tienda de Nueva York días antes del lanzamiento oficial. A pesar de todo, el álbum fue publicado oficialmente en todo el mundo sin problema alguno.
Durante todo 2013 y 2014 participaron en todas las ediciones de la serie de mixtapes Back To The Underground, colaborando con colegas como Falo, Maicol & Manuel, Polaco y Watussi, cuyas canciones son únicamente underground que incluyen un estilo repetitivo con uso de auto-tune, además de letras sexuales explícitas y sugestivas que separaron en parte a los fanáticos del dúo por diferencias de opinión en cuanto a su nuevo desvío musical. La remezcla de «Hey Míster» (cuya versión original fue incluida en Pre-Doxis) se convirtió en una de las canciones más populares de su carrera, y su video musical es actualmente el más visto de su canal oficial en YouTube, superando las 150 millones de reproducciones. El objetivo del dúo con respecto a la serie de diez discos fue agradecer a exponentes como Falo, Wiso G, Maicol & Manuel, Polaco y OG Black por su legado en el género, declarando que "el reggaetón no es desde «Gasolina» para acá", manifestando que exponentes como Daddy Yankee, Don Omar o Wisin & Yandel deberían haber iniciado ese proyecto debido a su gran capacidad monetaria. El reguetón underground (comúnmente abreviado como under) era un subgénero que llevaba años sin ser trabajado, por lo que este giro del dúo, y de otros cantantes, hizo que fanáticos los consideren como aquellos que abrieron las puertas para que vuelva a producirse.
A comienzos de diciembre de 2014 fue publicado el mixtape Under Doxis, que incluye los sencillos «Lo Que Quiero», «Pa' Los Moteles», «Esto Es Underground», «Tu Doctor» (con J Álvarez) y «Vamo' A Busal». El álbum fue lanzado únicamente en formato digital y totalmente gratis y, a diferencia de sus mixtapes anteriores, este no fue posteriormente incluido en la tienda digital iTunes. Esta producción completa la corta serie de álbumes referidos a Doxis del dúo, comenzando en 2012 con Pre-Doxis y continuando en 2013 con El Imperio Nazza: Doxis Edition y Sobredoxis.

### 2015–2016: Coliseo de Puerto Rico yLa alcaldía del perreo
En conmemoración de sus 15 años de carrera como dúo, el 30 de enero de 2015 se presentaron por primera vez en el prestigioso Coliseo de Puerto Rico José Miguel Agrelot, conocido comúnmente como Choliseo de Puerto Rico. Arcángel, Vico C, J Álvarez, Falo, Tito El Bambino, Ivy Queen, Cosculluela y Tego Calderón fueron los invitados especiales del evento titulado "El orden y el desorden", el cual fue promocionado un mes anterior a través de su sencillo «Vamo' A Busal».
Al igual que en 2009, en 2015 el dúo decidió abrirse a nuevas facetas solistas, pero sin dejar al dúo en un período de hiato. El 10 de agosto de 2015 fue lanzada la primera producción solista oficial de Jowell, un EP de cinco canciones titulado The Pre-Season, comenzando una nueva faceta solista de Jowell, luego de siete años sin grabar como un artista en solitario. Por otro lado, Randy publicó el 16 de octubre su primer álbum solista, titulado Roses & Wine, un álbum de estudio con las colaboraciones de Vinny Rivera, John Jay, Álvaro Díaz, Mackie, Maicol, Arcángel y De la Ghetto. Musicalmente se enfoca en R&B en vez de reguetón romántico, e incluye una nueva versión de «Sin Mucha Demora» (original de 2007 interpretada con Arcángel & De la Ghetto) y una segunda parte de «Loquita» (original de 2009 interpretada por Randy). El álbum se posicionó en el puesto 22 en la categoría Top Latin Albums en la revista Billboard durante la semana del 7 de noviembre de 2015. En diciembre de ese año, Jowell lanzó un segundo EP, también de cinco canciones, titulado Roots & Suelto, con las colaboraciones de Watussi, Ñengo Flow y Trébol.
Entre marzo de 2015 y enero de 2016 fueron lanzados cuatro sencillos pertenecientes a la nueva producción del dúo, titulada Viva La Músik: «Directo Al Grano» (con Ken-Y), «La Súper Chapiadora» (con J King) y «Las Menores». Algunos de los invitados revelados son Nicky Jam, Alexis & Fido, Ñengo Flow, Vico C y Tego Calderón.
A fines de marzo de 2016 se convirtieron en los primeros exponentes de reguetón en presentarse en el Principado de Mónaco, siendo invitados de honor del príncipe Alberto II y la princesa Carolina. El dúo formó parte de una gala benéfica llamada Bal de la Rose, cuyo objetivo principal era recaudar fondos para proyectos humanitarios, y luego desayunaron con los príncipes, en donde hablaron sobre las similitudes culturales que unen a los europeos y los latinoamericanos.
El 22 de abril de ese mismo año fue lanzado a la venta su quinto mixtape, La alcaldía del perreo, el cual contiene un solo sencillo, titulado «Guadalupe», además de incluir las colaboraciones de Tego Calderón, Alexis & Fido, De la Ghetto, Luigi 21 Plus, Ñengo Flow y Mr. Williams. La producción fue anunciada oficialmente en febrero del mismo año, y la promoción del mismo consistió en la concientización del voto en las elecciones, parodiando un debate gubernamental y llevando una caravana por varias ciudades de Puerto Rico. Cabe destacar que la colaboración junto a Tego Calderón, «Un Poquito Na' Más», originalmente había sido grabada en 2009 pero nunca fue publicada por razones desconocidas, a pesar de que en 2013 había sido confirmada en una reedición del álbum Sobredoxis que tampoco salió a la venta. En junio fue publicado el video oficial de «La Pista Revienta», perteneciente al mixtape, filmado en Mónaco durante la visita del dúo en marzo. 
Otros videos oficiales de La Alcaldía del Perreo fueron publicados durante el resto de 2016: «Me Prefieren» junto a Ñengo Flow y «Un Poquito Na' Más» con Tego Calderón. A mediados de agosto de ese mismo año fue publicado el sencillo «Regreso» formando parte nuevamente del grupo Casa de Leones junto a J King & Maximan y Guelo Star, siendo su primera canción trabajada juntos desde cero desde 2010. J King anunció que en su próximo álbum con Maximan habrá tres canciones como Casa de Leones, y verán cómo siguen dependiendo de la respuesta de su público.

### 2017–2020: Giras por Latinoamérica, «Safaera» yViva el perreo
En 2017, lanzaron junto a J Balvin un sencillo promocional, «Bonita», originalmente pensando para su futuro álbum de estudio. El sencillo tuvo controversias recibiendo la critica de diferentes personajes públicos, pero a su vez también tuvo un éxito rotundo en reproducciones en diferentes plataformas de música. En noviembre del mismo año se realizó el remix junto a Nicky Jam, Ozuna, Wisin y Yandel.
En 2018, el dúo, recibió la nominación de los Premios Billboard de la música latina a mejor dúo latino del año, siendo denominados como pilares del reggaeton. En octubre de ese mismo año también colaboraron con Mozart La Para, Farruko y Justin Quiles en el remix de «Mujeres». Entre octubre y noviembre también se presentaron en países de Latinoamérica como Perú, Colombia, México, entre otros y en su país natal Puerto Rico.
A principios de 2019 colaboraron con el colombiano Manuel Turizo en el sencillo «Dile la verdad». En ese mismo año también lanzaron «Te olvidaste» junto a Cazzu. También se presentaron en el IHeartRadio Fiesta Latina.
A comienzos de 2020 el dúo apareció junto a Bad Bunny y Ñengo Flow en la canción «Safaera», una de las canciones más exitosas del álbum YHLQMDLG de Bad Bunny, la cual tuvo un éxito desmesurado en América Latina juntando más de 400 millones de reproducciones en YouTube.
Su cuarto álbum de estudio, Viva el perreo, fue publicado el 6 de agosto de 2020 bajo Rimas Entertainment. Contiene el sencillo promocional «Anaranjado», además de colaboraciones de Miky Woodz, Don Omar, De la Ghetto; y la producción a cargo de DJ Orma, San Benito, entre otros. Un mes después colaboraron con J Balvin en el sencillo Anaranjado. En noviembre del 2020 colaboraron con la cantante Kali Uchis en el tema «Te pongo mal (Préndelo)» perteneciente al segundo álbum de la cantante Sin miedo (del amor y otros demonios).

### 2021–presente: Featurings, tracks en solitario y 20 años del dúo
A comienzos del año 2021, hicieron varias colaboraciones al lado de Nacho, Anonimus, Rafa Pabön, entre otros. En abril también lanzaron «Suelta» junto a Valentino. En ese mismo año, Randy, lanzó su primer disco en solitario titulado "Romances de Una Nota" que consistió de 18 sencillos y colaboraciones con artistas como Zion & Lennox, Rauw Alejandro, Justin Quiles, entre otros.
Entre el 1 de abril y el 5 del año 2022, se presentaron nuevamente en el Coliseo de Puerto Rico José Miguel Agrelot, esta vez haciendo cinco funciones, conmemorando sus 20 años de trayectoria musical. Al evento asistieron en total más de 80 mil personas, en sentido de tickets las funciones fueron todas “sold out”.

## Otros proyectos
Además de desempeñarse en la industria musical, también formaron parte de diversos proyectos fuera de la música, como las líneas de ropa y accesorios Akolatronic (creada por Randy) y Doxis Clothing Line, además de la faceta como actor de Jowell.

#### Akolatronic
En 2005, Randy fundó Akolatronic, una línea de camisetas, abrigos y gorras que promociona junto con Jowell. En sus comienzos, las compras podían realizarse mediante su sitio web oficial o en tiendas en Puerto Rico. Durante la segunda semana de febrero de 2010, los responsables de Akolatronic se dirigieron al Magic Fashion Show en Las Vegas en busca de distribuidoras, y lograron que la marca pudiera expandirse hacia Nueva York. La línea de ropa se hizo muy popular en el mundo del reguetón, utilizada por millones de fanáticos e incluso por otros artistas del género, que promocionaron la marca para ayudar a sus colegas. Hasta noviembre de 2014, Akolatronic se expandió a Estados Unidos, México, Panamá, Colombia y Venezuela. En 2011, la línea de ropa fue plagiada en su isla originaria y en varios países sudamericanos, como Chile, Ecuador, Perú y Venezuela, siendo vendida sin la autorización correspondiente de los responsables originales de la marca. Randy afirmó que no iba a quedarse de brazos cruzados ante esta situación, ya que le costó mucho trabajo poder llevar adelante una marca de ropa que se encuentra en el mercado desde 2005.

#### Doxis Clothing Line
En 2013, el dúo presentó durante su gira Sobredoxis World Tour una nueva línea de ropa, llamada Doxis Clothing Line. El concepto de esta nueva marca es similar al de Akolatronic, ofreciendo siluetas y estampados inspirados en personajes creados por el dúo. La línea de ropa fue presentada y se vende en La Gran Vía, una de las tiendas de ropa para hombres más prestigiosas de Puerto Rico. En diciembre de ese mismo año fue inaugurada la primera tienda de la marca en Cartagena, Colombia, con más de dos mil personas presentes.

#### Películas
El 27 de marzo de 2014 fue estrenada, solamente en Puerto Rico, la película Narcos PR, protagonizada por Jowell, Dimary Castro y Julio Voltio, dirigida por el director de Talento de Barrio, protagonizada por Daddy Yankee. El largometraje presenta la historia de la formación de un escuadrón policíaco que decide olvidar sus diferencias para capturar a un famoso y peligroso líder narcotraficante, que comercia en Puerto Rico y otros países, mezclando la acción con la comedia. Joel también formó parte de la banda sonora de la película con una canción homónima, interpretada junto con Julio Voltio y Polaco.

#### Fundación Cabecitas Rapadas
A comienzos de 2015, Jowell apadrinó la fundación Cabecitas Rapadas de su padre, Avelino Muñoz. Él había visitado la institución en años anteriores, llevando regalos, hablando con niños con cáncer, e incluso donando su propio cabello. Según sus declaraciones, Jowell aprovecha la fama y el dinero para servir a la sociedad de forma positiva. Afirma que en ocasiones se siente aborrecido por tantos viajes, encontrando libertad en su alma cada vez que visita la fundación. Muñoz lleva visitando en ocasiones a Cabecitas Rapadas desde 2010.

## Estilo de letras
El dúo se caracteriza por canciones de baile, aunque muchas veces varían en canciones románticas así como temas puramente sexuales, y consumo de marihuana. En cuanto a las letras, sus temas de baile y salidas nocturnas contienen tanto temas sexuales, explícita o implícitamente, como temáticas de solamente disfrutar una noche de buena compañía, llegando al punto de insultar a la mujer o mostrarla como un objeto. Esto último varía en sus temas románticos, en donde respetán a su compañera e incluso afirman estar en contra del maltrato hacia la mujer, como puede observarse en «Goodbye» y «Solo Por Ti» cantada junto a Cultura Profética, ambas en El momento de 2010.[cita requerida]
En su éxito «Shorty» de 2007 (escrita por ambos pero interpretada por Randy), el dúo cuenta sobre cómo una menor de edad entra a una discoteca para seducir hombres mayores. Por muy grandes que sean los deseos de pasar una noche con la joven, hay que controlarse por propia conveniencia. La canción tuvo mucha influencia en el habla de mucha gente, incluyendo la palabra Shorty (menor) en su vocablo, aunque en realidad está mal pronunciada.[cita requerida]
En «Un cambio» de 2010, coescrita junto con Eddie Ávila, interpretada junto con De la Ghetto, Guelo Star, Syko, Chyno Nyno y Julio Voltio, se plantea que debe realizarse un cambio urgente en la sociedad. Esto se debe debido a la gran inseguridad en las calles de Puerto Rico, siendo los inocentes los que más son asesinados, además de que este cambio es necesario para mejorar y que la violencia termine. Por último se plantea que todos deberían unirse en paz en vez de pelear, disminuyendo problemas sociales y asesinatos injustos. Esta misma temática se utiliza en «Que Descanses En Paz» de 2013, un homenaje al fallecido productor DJ Secuaz, asesinado en marzo de ese mismo año.
En otras canciones como «Las nenas lindas», de 2013, muestran un pensamiento común en la sociedad sobre que algunas mujeres prefieren o se sienten muy atraídas por aquellos hombres que actúan de manera rebelde o que prácticamente rompen la ley, afirmando en la letra que es preferible un compañero humilde que dé amor y cariño en vez de uno con mucho dinero que no brinde lo mismo.[cita requerida]

## Apoyo hacia nuevos artistas

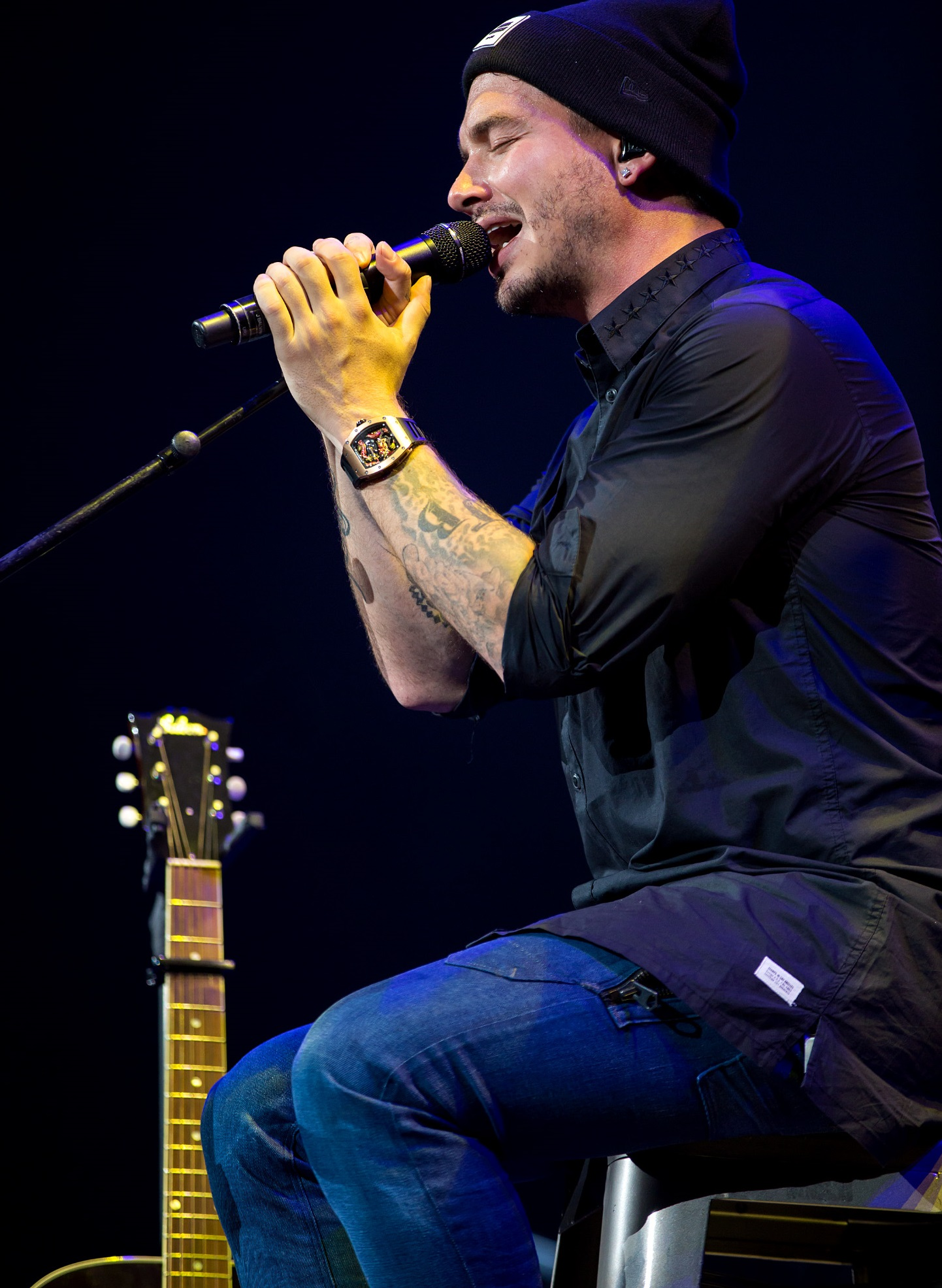
El cantante colombiano J Balvin fue dado a conocer en Colombia gracias a Jowell a fines de 2007.

Como muchos otros artistas en el reguetón, fueron apoyados en sus inicios por artistas y productores famosos, lo cual fue de gran ayuda para lograr más notoriedad en su país. Tras cumplir varios años como dúo y lograr consolidarse internacionalmente, aprovecharon su popularidad para apoyar a otros artistas con potencial en el inicio de sus carreras, especialmente Jowell.[cita requerida]
Teniendo casi diez años de carrera, éste comenzó a interesarse en comenzar lazos musicales entre Puerto Rico y Colombia, puesto que nunca antes en la historia del género se había dado que un puertorriqueño apoyara a un artista colombiano. En 2007 conoció mediante las redes a un joven cantante que se encontraba en el inicio de su carrera, pero que su fama no se extendía más que en la ciudad de Medellín; este cantante era J Balvin, cuyo trabajo despertó su interés, quien le propuso trabajar juntos. A fines de 2007, el dúo era parte de un concierto junto con Héctor el Father, oportunidad que fue aprovechada para presentar a J Balvin. A pesar de tener a todo su equipo e incluso a su compañero en contra, Jowell presentó al cantante colombiano durante el concierto, hecho que sorprendió a todos en el lugar. Según él, Balvin dio un gran espectáculo y llamó la atención de quienes estaban en contra de su presentación. Este fue el primer lazo musical entre Puerto Rico y Colombia, que actualmente es muy común en el género. El primer sencillo popular de J Balvin fuera de Colombia fue «Sin Compromiso», y su remix fue junto con Jowell & Randy en 2010, quienes volvieron a trabajar con él en el remix de «Mi dama de Colombia» al año siguiente. El cantante colombiano se muestra muy leal hacia él y, cada que puede darse la oportunidad, aprovecha para decir públicamente que fue el primero en darle una mano en la industria. Balvin logró un inmenso éxito internacional a partir de 2012, superando una cifra de dos millones de ventas certificadas entre álbumes y sencillos en Estados Unidos, España, México, Colombia, Italia, Argentina, Perú y Venezuela.

## Posiciones políticas

#### Legalización de la marihuana
En abril de 2013, el dúo apoyó públicamente el proyecto del senador Miguel Pereira sobre la legalización de la marihuana en Puerto Rico. Afirmaron que la droga no daña a nadie al ser natural y medicinal y, por otro lado, ayudaría a la economía del país, puesto que su consumo recauda más dinero que otras drogas como el alcohol, tomando como referencia los hechos en California sobre el tema. Por último, reconocieron que en algunas de sus canciones mencionan implícitamente el consumo de marihuana, pero que nunca se la ofrecieron a nadie. En mayo de 2015, el gobernador Alejandro García Padilla firmó una orden ejecutiva que autoriza el consumo de marihuana únicamente para fines medicinales.

## Integrantes

### Jowell
Joel Alexis Muñoz Martínez (3 de marzo de 1982, Springfield, Estados Unidos) vivió sus primeros ocho meses de vida en Springfield para luego mudarse con su madre a Cataño, Puerto Rico. Allí vivió hasta los ocho años de edad residiendo en una casa pequeña junto con su abuela, su madre y sus primos. Se mudó con su madre luego de que esta se independizara, pero unos años después intentó encarcelarlo debido a su muy mal comportamiento. Su padre, quien había estado ausente durante toda su vida, apareció en el tribunal cuando el joven Joel iba a ser enjuiciado y tomó su custodia para que viva con él a pesar de estar desempleado. Comenzó a tener más responsabilidades y debió empezar a trabajar, consiguiendo empleo como repartidor de pizza, vendedor de celulares y lavador de autos. No terminó sus estudios secundarios por cuestiones emocionales con una mujer, puesto que solía ser su pareja y el rompimiento fue muy duro para él, aunque tiempo después rindió el examen final de cuarto año con una elevada calificación. Tiene un bachillerato en mercadeo, publicidad y comunicaciones, además de haber estudiado radio, televisión y prensa.[cita requerida]
Comenzó su carrera musical en 1997, bajo el nombre artístico «Jowell Jam», muy interesado en la música rap, siendo muy influenciado desde los siete años de edad por el rapero Vico C a través de su casete La recta final de 1989. En 1994, una actividad en su escuela unió al séptimo y octavo grado, dándoles la libertad de llevar a cabo lo que se les antojara; unos alumnos del grado superior, influenciados por el rap, comenzaron a hablar mal sobre el otro grado utilizando pistas del famoso productor DJ Playero. Como consecuencia, sus compañeros lo alentaron para que los defendiera, y el joven respondió improvisando, rimando con los nombres de la gente allí presente y haciendo burla de lo que habían dicho sus contrincantes, ganando la batalla y llevado por sus compañeros celebrando su victoria. Al día siguiente, comenzaron a ejercer presión sobre él para que comenzara a escribir sus propias canciones, debido a que él solamente imitaba a Vico C. Escribió sus primeras letras mientras viajaba en transporte público, en 1997 tuvo la oportunidad de conocer a artista como Nicky Jam (con quien entabló una gran amistad), Camaleón y Buru Fat-Z.[cita requerida]
En la madrugada siguiente conoció al productor Alex Gárgolas, quien fue uno de los primeros que le dio una oportunidad en la música y, en ese mismo año, pudo trabajar con famosos DJs de Puerto Rico, como DJ Dicky y DJ Black. Poco a poco fue ganando más popularidad en ese país, y a finales de los años 1990 fundó, junto con DJ Giann, un sello discográfico de bajo presupuesto que fue posteriormente conocido como Live Music; y así la segunda mitad de esa década, comenzó formando parte de un dúo junto con el cantante Baby Killer, con el que participó en dos canciones de diferentes álbumes, Reggae Style y The White (ambas producciones de 1997). Posteriormente en 1998 se lo vería ausente de la escena musical, esto debido a que su compañero decide abandonar su carrera como artista, mientras que él quedó "desamparado".[cita requerida]
Tras el retiro de su compañero, comenzó nuevamente su carrera, pero esta vez como solista en 1999 y de este modo, este año aparece nuevamente en la producción Baby 69 de Fantasma Records con el tema «Estilos decayendo», misma producción donde aparecieron otros artistas como Julio Voltio, Polaco y el mismo J Álvarez. Posteriormente desapareció nuevamente de la escena musical y reapareció en 2001 en un sin números de producciones como Slowmotion de DJ Flavor, Rebeldía de Barbosa, Reggaetonic (Special Edition) de Everyhere Music, Megatron Sex 3 de Reyes Records y Operacion Sandunga de Spider Records (misma producción donde aparece por primera vez, el que sería su compañero de dúo, Randy).[cita requerida]
A mediados de 2015, fue lanzado su EP de cinco canciones The Pre-Season, que contó con las colaboraciones del reggaetonero veterano Wiso G y el grupo Los Perchas. En diciembre del mismo año, publicó un segundo EP titulado Roots & suelto, con Watussi, Ñengo Flow y Trébol como invitados.[cita requerida]

### Randy
Randy Ariel Ortiz Acevedo (16 de julio de 1983, San Juan, Puerto Rico) comenzó su carrera musical en 2001, siendo antes corista en una iglesia de Puerto Rico, por lo que desarrolló un estilo original, lento y melódico al cantar. Proveniente de una familia acostumbrada a escuchar R&B, blues y soul mediante grupos y artistas como The Jackson Five, Lionel Richie y Michael Jackson, tuvo su primera gran oportunidad para grabar su primera canción titulada «Siéntelo mujer» en el álbum Operación Sandunga del 2001, asesorado por Jowell, quien insistió para que su compañero participe en el compilado. En el álbum, se esperaba que él fuera parte de la promoción en radio y video, pero pocos días después de su salida, el productor del disco, Edgardo Villanueva, fue secuestrado y asesinado, siendo cancelado todo lo referente a su álbum.[cita requerida]
A comienzos de 2008, con veinticinco años de edad, fue denunciado por Vanessa Albino, la madre de su hijo de diez meses de edad, por un hecho de violencia doméstica. Según sus declaraciones, todo comenzó cuando esta llamó por teléfono al padre de su hijo para que le trajera pañales, el cual llegó a la casa y, de manera ruda, tiró los pañales al piso, y ella, hablando por teléfono, comentó al tercero que "Randy había llegado con la misma actitud de siempre", lo que molestó aún más él. Fue ahí cuando él se llevó a su pequeño hijo a su auto, su expareja corrió tras él y comenzó a golpear las ventanillas del vehículo. Luego, bajó del coche y acompañó a Vanessa dentro de la residencia, donde ella afirmó que la golpeó dos veces; luego lo empujó y destruyó su teléfono celular contra el piso, acto seguido, su expareja rompió su blusa y abandonó el lugar una vez que las amigas de Albino salieran en defensa suya. Vanessa Albino lo denunció en la policía por violencia doméstica, aunque se desconoce el fallo de la justicia local. A pesar de todo, durante una entrevista de octubre de 2011, afirmó que "nunca tocó a una mujer", haciendo alusión a los supuestos hechos ocurridos con su expareja tres años atrás.
En abril de 2009, lanzó su primer álbum solista de nombre Romances de una nota. En 2014 reveló que decidió dejar el consumo de marihuana luego de haber sido sometido a un cateterismo y a una angioplastia coronaria por tener varias arterias obstruidas. Llevaba fumando marihuana desde los once años, consumiéndola diariamente, acompañado de una mala alimentación, y reconoció que tuvo problemas al querer trabajar en su estudio. Estableció que su roce con la muerte impactó notablemente en su vida y rutina, reconociendo su inconsciente sobre el cuidado del corazón, aún sabiendo que su padre falleció a los cuarenta años por la misma causa. Previamente, había incluido el consumo de marihuana en varias de sus letras, temática que dejó de utilizar luego de su operación. A pesar de todo, a mediados de 2015 lanzó «Every Day», cuyo tema central es fumar dicha droga, además del uso de hookah.[cita requerida]
Ese mismo año, anunció su primer álbum de estudio solista titulado Roses & Wine, el cual fue lanzado a mediados de 2015 y se orientó hacia la música R&B, colaborando con artistas como Arcángel, De la Ghetto y Guelo Star, entre otros. En noviembre de ese año, además, anunció su retiro temporal del reguetón, con el propósito de demostrar que es posible interpretar otros géneros con música y letras de calidad. Dijo también que su álbum Roses & Wine pudo ser publicado gracias a su contrato con Molina Records, puesto que él ya tenía proyectos de álbumes solistas enfocados en R&B y soul, pero tanto White Lion en 2006 como WY Records en 2009 no le habían permitido llevarlos a cabo.

## Discografía

#### Álbumes de estudio
- 2007: Los más sueltos del reggaetón
- 2010: El momento
- 2013: Sobredoxis
- 2020: Viva el perreo
- 2024: Viva la musik
- 2024: Mazorkeo.com

#### Mixtapes
- 2010: Tengan paciencia
- 2012: Pre-Doxis
- 2013: El Imperio Nazza: Doxis Edition
- 2014: Under Doxis
- 2016: La alcaldía del perreo

Álbumes recopilatorios
- 2020: Lost in Time

## Premios y nominaciones
| Año  | Premio                                     | Nominación                | Premio                                        | Resultado | Ref.   |
| ---- | ------------------------------------------ | ------------------------- | --------------------------------------------- | --------- | ------ |
| 2007 | People's Choice Reggaeton and Urban Awards | «Agresivo» (con Arcángel) | Mejor Colaboración del Año                    | Ganador   | [ 66 ] |
| 2007 | People's Choice Reggaeton and Urban Awards | «Agresivo» (con Arcángel) | Mejor Canción                                 | Ganador   | [ 66 ] |
| 2007 | People's Choice Reggaeton and Urban Awards | Jowell & Randy            | Dúo Revelación del Año                        | Ganador   | [ 66 ] |
| 2007 | People's Choice Reggaeton and Urban Awards | «Soy una gárgola»         | El Coro Más Pegajoso                          | Ganador   | [ 66 ] |
| 2010 | Premios People en Español                  | Jowell & Randy            | Mejor Cantante o Grupo Urbano                 | Ganador   | [ 67 ] |
| 2011 | Billboard Latin Music Awards               | Jowell & Randy            | Artista Tropical Airplay del Año, Dúo o Grupo | Nominado  | [ 68 ] |
| 2011 | Billboard Latin Music Awards               | Jowell & Randy            | Artista Latin Rhythm del Año, Dúo o Grupo     | Nominado  | [ 69 ] |
| 2011 | Billboard Latin Music Awards               | Jowell & Randy            | Artista Latin Rhythm del Año, Dúo o Grupo     | Nominado  | [ 69 ] |
| 2011 | Premios Webby                              | JowellyRandy.com          | Mejor Portal Web Interactivo                  | Nominado  | [ 70 ] |